# 王观潮
王观潮（1913年10月11日—1997年12月27日），男，山西闻喜人，中华人民共和国政治人物。

## 生平
1928年考入闻喜中学，1931年九一八事变，任闻喜中学学生会主席，1932年考入太原国民师范。从事中共地下工作，1934年2月台被捕，后被中共地下党组织营救出狱。1937年加入中国共产党，同年9月，参加山西青年抗敌决死队第一纵队，参与对日军作战。1939年"十二月事变"后，和阎锡山部队产生冲突。1940年8月，率部参加百团大战。1944年1月，任太岳军区第五军分区政治部主任、地委委员。1945年8月，任太岳军区第三军分区副政委兼政治部主任。1947年8月，任太岳军区第三军分区副政委兼政治部主任。1947年8月，任晋冀鲁豫野战军第八纵队第二十四旅政治委员，参加临汾战役、晋中战役、太原战役。1949年2月，任中国人民解放军第十八兵团第六十军180师政治委员，参加扶眉战役、秦岭战役。
1950年，任四川省眉山地委书记兼军分区政治委员。1952年，任西南局工业部机械工业管理局第一副局长兼成都205厂筹备处主任、党委书记。1953年，任哈尔滨量具刃具厂厂长。1956年1月，任中国第一机械工业部第二机械工业管理局副局长。1958年，任中共甘肃省兰州市委第一书记、甘肃省委委员。1963年，任甘肃省委工业交通部部长。
1964年10月，任中共哈尔滨市第二书记。文化大革命期间被隔离达十年之久，1978年，任中共哈尔滨市委副书记。
1979年4月，调任吉林省革命委员会副主任。主编《历史的回音》一书。
1997年12月27日，在北京病逝，终年84岁。